# Wengallbi
WENGALLBI, известный также как Ахмед Венгалби, — популярный блогер, который занимается автообзорами. Настоящее имя  — Ахмед Алиасхабов.
Родился 12 октября 2000 года в Махачкале. По национальности WENGALLBI – аварец.
Его деятельность сопровождали многочисленные инциденты: трижды лишён водительских прав, а в феврале 2025 года был задержан за попытку дать взятку инспектору ДПС в размере 100 000 ₽. После ареста и продления меры пресечения он был приговорён 15 августа 2025 года к трём годам колонии и штрафу в размере 1 млн ₽
На момент задержания его аудитория насчитывала свыше 3 миллионов подписчиков на YouTube и более 6,5 миллионов в Instagram.